# Georgisch-russische Beziehungen
Die Beziehungen zwischen Georgien und der Russischen Föderation sind gespannt, seit Georgien versucht, außerhalb des russischen Einflussbereichs zu bleiben, ganz besonders seit dem Einmarsch des russischen Heeres unter Dimitri Medwedew im Zuge des Krieges von 2008. Es existieren seither keine diplomatischen Beziehungen.

## Geschichte
Im 18. Jahrhundert war der Südkaukasus bereits einige hundert Jahre lang fester Bestandteil Persiens gewesen, so dass jeder persische Herrscher den Anspruch hatte, auch über Georgien die Macht auszuüben. Unter Peter dem Großen machte Russland dem persischen Schah zum ersten Mal die Herrschaft über den Kaukasus streitig. Der georgische König Wachtang VI., der vom Schah misshandelt worden war und deshalb mit ihm gebrochen hatte, sandte einen Abgesandten zu Peter dem Großen, um ihm einen gemeinsamen Feldzug gegen Persien, dessen Safawiden-Dynastie im Niedergang war, vorzuschlagen. Russland wollte verhindern, dass das geschwächte Persien vom Osmanischen Reich annektiert wird, vor allem wollte Peter der Große die Türken vom Kaspischen Meer fernhalten. Der Plan war, dass russische Truppen mit ihrer neu gebauten Kaspischen Flotte an der Kaspischen Küste landen und von dort ins Landesinnere ziehen sollten. Dort sollte Wachtang VI. mit 30.000 Georgiern und 10.000 Armeniern zu den Russen stoßen. Gemeinsam wollte man gegen Daud Khan vorgehen, der die Stadt Şamaxı im Jahre 1721 geplündert und eingenommen und sich danach zum Gefolgsmann des Osmanischen Reiches erklärt hatte. Die russischen Truppen stießen jedoch auf zahlreiche Probleme und zogen sich nach Astrachan zurück. Wachtang VI. musste mit seiner georgisch-armenischen Armee allein gegen Daud Khan vorgehen, was fehlschlug, ihm den Thron kostete und seine Dynastie beendete. Peter gab seine Pläne, Şamaxı zu erobern, auf. Georgien blieb Teil Persiens, wenngleich es im Vertrag von Konstantinopel zur osmanischen Einflusszone geschlagen wurde, denn Nader Schah stellte die Vorherrschaft über Georgien wieder her.
Unter Katharina der Großen wuchs das russische Interesse am Kaukasus wieder. Prinz Grigori Alexandrowitsch Potjomkin hatte Pläne aufgestellt, mit den Staaten Armenien und Georgien zwei Bollwerke gegen das sich ausbreitende Osmanische Reich zu schaffen. Die dafür notwendigen militärischen Maßnahmen wurden jedoch 1784 abgesagt.

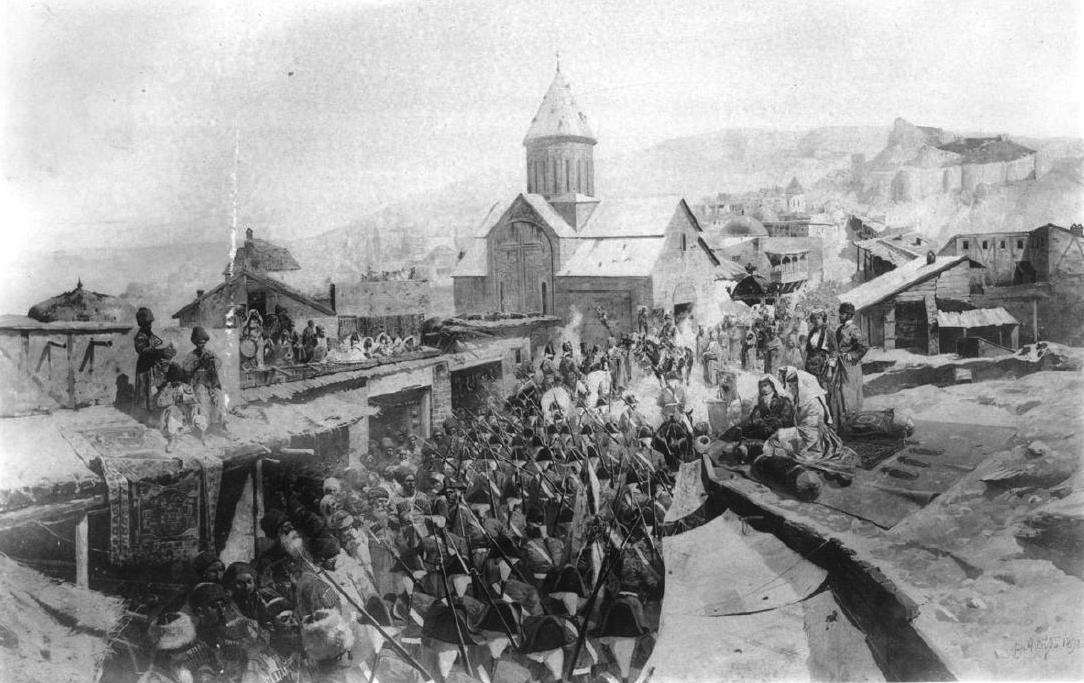
Einmarsch der russischen Truppen in Tiflis am 26. November 1799, von Franz Roubaud, 1886

Aufgrund der Führungslosigkeit Persiens drängte der georgische König Erekle II. Kaiserin Katharina wiederholt auf Protektion vor seinen muslimischen Nachbarn. Für Katharina war Georgien zentrales Element in ihrer Kaukasuspolitik, weil es als Ausgangspunkt für Feldzüge sowohl gegen die Türken als auch gegen die Perser genutzt werden konnte. Im Jahre 1783 wurde Georgien mit dem auf der Festung Georgijewsk unterzeichneten Vertrag von Georgijewsk unter russische Protektion gestellt, russische Truppen marschierten in Tiflis ein und König Erekle II. schwörte Katharina seine Gefolgschaft. Die russischen Truppen wurden 1787 wegen des Russisch-Österreichischen Türkenkrieges schon wieder abgezogen; Erekle musste die Verteidigung Georgiens selbst organisieren. Auch 1791, als sich Aga Mohammed Khan in Täbris aufhielt, waren die Russen nicht bereit, den Georgiern zur Hilfe zu kommen. Im Jahre 1795 wurde Georgien von Aga Mohammed Khan in der Schlacht von Krtsanisi besiegt, annektiert, Tiflis wurde neun Tage lang geplündert, schreckliche Massaker begleiteten die Rückeroberung. Der für den Kaukasus verantwortliche General Iwan Wassiljewitsch Gudowitsch sah die Schuld dafür bei den Georgiern selbst. Pläne einer Invasion Persiens, die Walerian Alexandrowitsch Subow anführen sollte, wurden 1797 nach dem Tod der russischen Kaiserin aufgegeben.
Katharinas Thronerbe Paul I. versuchte, die Beziehungen zu Persien unter Fath Ali Schah zu verbessern und gleichzeitig Georgien zu schützen. Es war klar, dass es ohne Aufgabe Georgiens durch den Schah zum Krieg kommt, derweil war es undenkbar, dass Persien seine Herrschaft über Georgien aufgibt. So verlangte der Schah im Jahre 1798 von König Giorgi XII. die Gefolgschaft, während Giorgi wiederum den russischen Kaiser um Protektion bittet. Im November 1799 ziehen russische Truppen in Tiflis ein. Der russische Statthalter Peter Iwanowitsch Kowalenski übernahm die Außengeschäfte Georgiens und teilte dem Schah mit, dass Russland Georgien verteidigen wird. Ibrahim Khan Kalantar bekräftigte jedoch Persiens Willen, die Souveränität über Georgien aufrechtzuerhalten. Als Russland nach Giorgis Tod die georgische Monarchie abschaffte und das Land annektierte, interpretierte Persien dies als russischen Angriff.

## Beziehungen seit dem Zerfall der Sowjetunion
Die beiden ersten Präsidenten Georgiens Swiad Gamsachurdia und Eduard Schewardnadse versuchten, die Unabhängigkeit Georgiens zu behaupten und sich russischem Einfluss zu entziehen. Russland hingegen versuchte, nach 1992 die Kaukasusstaaten wieder an sich zu binden. Es war in allen Konflikten im Kaukasus direkt oder indirekt involviert. Im Jahre 1992 schaffte es Russland, Armenien die Bedingungen für eine Partnerschaft zu diktieren. Georgien verweigerte sowohl unter Gamsachurdia als auch Schewardnadse den Beitritt zur Gemeinschaft Unabhängiger Staaten, in der sie eine Neuauflage der Sowjetunion sahen. Russland befürchtete seinerseits einen stärkeren Einfluss der Türkei im Kaukasus und wollte die Kontrolle über das Schwarze Meer nicht verlieren. Im Konflikt um Südossetien war Russland stark involviert und drohte Georgien mehrmals mit Militärschlägen. Im Juli 1992 wurde ein Waffenstillstand vereinbart, in dessen Folge Südossetien de facto unabhängig wurde. Das russische Angebot, Georgien in Südossetien zu unterstützen, wenn Georgien im Gegenzug der GUS beiträte, russische Militärstützpunkte auf seinem Staatsgebiet zulässt und russisches Militär die Außengrenzen Georgiens bewachen darf, lehnte Schewardnadse ab.
Kurze Zeit nach dem Waffenstillstand in Südossetien begann der Krieg in Abchasien 1992–1993. Die Abchasen, obwohl zahlenmäßig den Georgiern bei weitem unterlegen, erklärten im Juli 1992 ihre Unabhängigkeit. In der Folge besetzte undiszipliniertes georgisches Paramilitär Abchasien; im Oktober des gleichen Jahres starteten die Abchasen jedoch eine Gegenoffensive mit schwerer Artillerie und Luftunterstützung, die offensichtlich russischen Ursprunges war. Dazu kam der Aufstand von Anhängern des Ex-Präsidenten Gamsachurdia, so dass die Existenz des georgischen Staates in Gefahr war. Schewardnadse musste das russische Angebot annehmen, Georgien trat der GUS bei und erlaubte die Stationierung russischer Truppen auf seinem Territorium, wo bis 2007 bis zu 10 000 russische Soldaten stationiert waren. Russland unterstützte Georgien jedoch nie dabei, seine territoriale Integrität wiederherzustellen, somit hatte Russland Georgien Mitte 1993 faktisch unterworfen.
Dem international angesehenen Schewardnadse gelang es, eine ausgewogene Außenpolitik zu entwickeln und mit anderen Staaten zusammenzuarbeiten, ohne Moskau gegen sich aufzubringen. Als Russland im Jahre 1994 in Tschetschenien einmarschierte und daran scheiterte, die Republik und die durch Tschetschenien laufende Pipeline von Aserbaidschan nach Noworossijsk unter ihre Kontrolle zu bekommen, orientierte Georgien sich stärker in Richtung Westen. Es wurde Mitglied der Welthandelsorganisation und begann, über einen Beitritt zur NATO nachzudenken.
Im Zuge des Zweiten Tschetschenienkrieges behauptete Russland, Georgien unterstütze die abtrünnigen Tschetschenen und al-Qaida-Terroristen befänden im georgischen Pankissi-Tal. Die russische Armee bombardierte die Regiom im Jahre 2002.
Nach der Rosenrevolution übernahm Micheil Saakaschwili die Führung des Landes. Er setzte sich zum Ziel, enger mit dem Westen, insbesondere der NATO und der EU zusammenzuarbeiten und wieder über ganz Georgien die zentrale Kontrolle zu errichten. Diese Politik lief russischen Interessen zuwider, die Beziehungen verschlechterten sich entsprechend. Saakaschwili versuchte, die Beziehungen zu Moskau zu normalisieren. Nachdem dies fehlschlug, betrieb er eine explizit pro-westliche und anti-russische Politik.
Im Jahre 2006 verschlechterten sich die Beziehungen weiter. Russland sprach ein Verbot des Imports von georgischem Wein aus. Im September verhaftete Georgien vier russische Offiziere, denen Spionage vorgeworfen wurde. Im Gegenzug zog Russland Diplomaten aus Georgien ab, verwies massenhaft Georgier des Landes und schloss georgische Unternehmen sowie die gemeinsame Grenze. Für die Massenabschiebungen wurde Russland vom Europäischen Gerichtshof für Menschenrechte Anfang 2019 zu etwa 10 Millionen Euro Schadensersatz an 1.795 Betroffene verurteilt, weil es gegen das Verbot kollektiver Ausweisung, das Verbot menschenunwürdiger Behandlung und das Recht auf Freiheit und Sicherheit verstieß.
Im Jahre 2008 erklärte Russland im Zuge der Unabhängigkeitserklärung des Kosovo, dass es seine Haltung zu abtrünnigen früheren Sowjetrepubliken überdenken müsse. Kurz darauf wurde ein unbemanntes georgisches Flugzeug über Abchasien abgeschossen. Der Kaukasuskrieg 2008 führte zur Bildung zweier international nicht anerkannter Republiken (Abchasien und Südossetien) auf georgischem Staatsgebiet und brachte die Beziehungen zu Russland in eine Sackgasse. Im Folgejahr zog sich Georgien aus der Gemeinschaft Unabhängiger Staaten zurück.
Im Jahr 2011 hatte sich Georgien -im Gegenzug für die Aufgabe seines Vetos gegen die Aufnahme Russlands in die WHO- die Schaffung von neutral überwachten Handelskorridoren zusichern lassen. Dies, weil sich Georgien und Russland keine direkte wintersichere Grenze teilen. Erst als sich 2017 der Handel zwischen Russland und Georgien verstärkte, gab es einen ersten Schritt zu möglichen zwei Korridoren. In diesen Jahren hatte sich eine Normalisierung der Beziehungen ergeben, russische Touristen waren in das Land zurückgekehrt.
Im Juni 2019 wurden erneut angebliche „Qualitätsmängel“ in georgischem Wein geprüft; eines der üblichen Druckmittel des Kremls für laut Kreml „russophobes“ Verhalten Georgiens; Georgien war zu dem Zeitpunkt der zweitgrößte Weinlieferant Russlands, obschon von 2006 bis 2013 russischerseits ein Embargo gegolten hatte. Auf den 8. Juli 2019 war per Dekret von Präsident Putin schon die Einstellung der direkten Passagierflüge nach Georgien verordnet worden. Im Jahr 2018 hatten 1,4 Millionen Russen das Land als Touristen besucht. Die Nowaja Gaseta nannte das Verbot der Flüge „Bomben auf Woronesch“, nach einem geflügelten Wort in Russland für Aktionen, mit welchen die russische Regierung die eigenen Bürger bestraft durch ihre Handlungen gegen das Ausland.
Der Auslöser für die Verschlechterung der Beziehungen waren Demonstrationen in Georgien nach einer auf Russisch gehaltenen Rede des russischen Kommunisten Sergei Gawrilow anlässlich einer Konferenz der Interparlamentarischen Versammlung der Orthodoxie im georgischen Parlament. Bei den Zusammenstößen zwischen Demonstranten und Polizei gab es mindestens 240 Verletzte.
Obwohl Georgien die Russische Invasion in der Ukraine 2022 verurteile kam es danach wieder zu einer vorsichtigen Wiederannäherung an Russland unter der Regierung des Georgischen Traums. Am 10. Mai 2023 unterzeichnete Wladimir Putin ein Dekret zur Abschaffung der im Jahr 2000 eingeführten Visaregelung für georgische Staatsbürger und zur Aufhebung des Flugverbots mit Georgien, das während der zunehmenden Spannungen 2019 erlassen wurde. Ein im Mai 2023 offenbar nach russischem Vorbild verabschiedetes georgisches Gesetz gegen „ausländische Agenten“ belastete die Beziehungen zum Westen und sorgte für Proteste im Land.